# Зоран Ђинђић
Зоран Ђинђић (Босански Шамац, 1. августа 1952 — Београд, 12. март 2003) био је српски политичар и филозоф. Био је дугогодишњи председник Демократске странке, председник Скупштине града Београда (1997) и председник Владе Републике Србије (2001—2003).
Он је био један од 13 интелектуалаца који су обновили рад предратне југословенске Демократске странке, оснивајући модерну Демократску странку 1989. године чији је председник постао 1994. године. Током 1990-их био је један од лидера опозиције режиму Слободана Милошевића, a 2001. године постао је премијер Србије након свргавања Милошевића 5. октобра 2000. године.
Као премијер залагао се за продемократске реформе и приступање Србије Европској унији. Ђинђићева влада је ратификовала Европску конвенцију о људским правима и спровела иновације у складу са препорукама Савета Европе, што је довело до увођења институција за заштиту људских права и слобода, као и да Савезна Република Југославија након што је преуређена променивши назив у Србија и Црна Гора 2003. године постане држава-чланица Савета Европе.
Након дипломатске иницијативе његове владе, НАТО и ОЕБС су дозволили повратак Војске Југославије у Копнену зону безбедности, чиме су завршени сукоби на југу Србије са албанским сепаратистима. Ђинђићева влада снажно се залагала за сарадњу са Међународним кривичним судом за бившу Југославију у Хагу. Након хапшења припадника Јединице за специјалне операције (ЈСО) и изручења Хашком трибуналу, ЈСО је организовао оружану побуну у Београду. Ђинђић је убијен у организованом атентату од стране Звездана Јовановића, бившег припадника ЈСО који је био повезан са организованом криминалном групом познатијом као Земунски клан.

## Биографија

### Младост
Ђинђић је рођен у Босанском Шамцу, Босна и Херцеговина, Југославија, где му је отац био стациониран као официр Југословенске народне армије (ЈНА). По очевој страни је пореклом из Топлице у јужној Србији, а родно село његових предака са очеве стране је Прекопуце. Према његовој мајци, Ђинђићи воде порекло и са Косова и Метохије.
Имао је рођака који се такође звао Зоран Ђинђић са ким је имао истог прадеду, пошто су им очеви били браћа од стрица. Мајка Мила Душанић (око 1931-2 - 14. март 2016), домаћица, васпитала га је и његову 2 године старију сестру Гордану. Породица се селила по очевим пословима. Десет година Зорановог детињства протекло је у граду Травнику, у централној Босни.
Основну школу је завршио у Шамцу, а прва два разреда гимназије у Травнику.
На крају, породица се преселила у престоницу Београд, након што је његова мајка тамо добила радно место. Ђинђић је похађао Девету београдску гимназију, а потом се уписао на Филозофски факултет Универзитета у Београду, који је дипломирао 1974. године. Током студентских дана развио је интересовање за политику.

### Студије
Ђинђић је студирао филозофију на Универзитету у Београду, а паралелно је похађао и предавања из историје уметности, социологије и економије. Посебно интересовање је показивао за Петра Кропоткина, чија је дела преводио на српски и критичку теорију друштва, познату под називом Франкфуртска школа.
Словеначка полиција је брутално спречила одржавање студентског скупа, чији је циљ био да се формира аутономна студентска организација. Организатори су, укључујући и Ђинђића, ухапшени. Ухапшени студенти су формирали штрајкачки одбор, због чега су били свакодневно нападани у штампи. За скуп је био припремљен „Нацрт резолуције савеза студената филозофских факултета у Београду, Љубљани и Загребу“, који је указивао на постојање кризе југословенског друштва и са радикално левих позиција критиковао тадашњу комунистичку власт.
Новембра 1974. године у Љубљани је одржано суђење, на коме су шесторица студената, међу којима и Зоран Ђинђић, били осуђени на по годину дана затвора. Међутим, притисак међународне јавности помогао је осуђеним студентима да избегну издржавање затворске казне. Након што је 1974. осуђен од комунистичких власти и преко партијских медија због своје улоге у покушају организовања независног политичког покрета југословенских студената, Ђинђић је емигрирао у Западну Немачку захваљујући интервенцији бившег немачког канцелара Вилија Бранта, који је убедио власти да пусте Ђинђића да дође у Немачку уместо да казну служи у Југославији.
Наставио је студије код професора Јиргена Хабермаса у Франкфурту. У Немачкој, Ђинђић је докторирао филозофију на Универзитету у Констанцу 1979. године. Године 1979. је докторирао на тези „Проблеми утемељења критичке теорије друштва“ код Јиргена Хабермаса. Као студент био је под великим утицајем Хабермасовог савета да интелектуалац има дужност не само да мисли, већ и да делује. За време боравка у Франкфурту, Ђинђић је често посећивао књижару „Карл Маркс“ у којој је у то време радио Јошка Фишер. У лично пријатељство, то познанство је прерасло тек 20 година касније. Ово је постало предмет шпекулација и медијских манипулација у смислу Фишеровог ранијег пацифизма и његове касније наводне улоге у нападима НАТО-а на СР Југославију.
Један колега југословенски студент који га је познавао у Немачкој, Милорад Вучелић, присећа се да је Ђинђић у кампусу био познат „не само по томе што је студентски бриљантан, већ и по томе што је био отворен за живот. Није био типичан досадан интелектуалац. Знао је како да живи. Имао је девојке сјајног изгледа. Био је изузетно кул." Док је био студент на Универзитету у Констанцу, одржавао је блиске везе са студентским анархистичким групама и учествовао је у Корчуланској летњој школи коју је водио Праксис. Говорио је немачки језик. Касније, док је био премијер Србије, савладао је и енглески језик.

### Професор
Године 1989, Ђинђић се вратио у СФР Југославију да би преузео професорско место на Универзитету у Новом Саду. Такође је био и виши научни сарадник у Центру за филозофију и друштвену теорију у Београду. Аутор је више стручних есеја и књига из области филозофије, политике, економије и сл.

## Политичко деловање

### Оснивање Демократске странке
Ђинђић је заједно са другим српским интелектуалцима, дисидентима и продемократским активистима основао Демократску странку, засновану на темељима и сличном концепту предратне Демократске странке за време краљевине Југославије. Постао је председник извршног одбора странке 1990. године и изабран за посланика у Народну скупштину Републике Србије. Године 1994. је постао председник Демократске странке уместо дотадашњег Драгољуба Мићуновића. Био је посланик у прва три вишестраначка сазива Народне скупштине и Већу република Скупштине СРЈ.

### Долазак на место председника ДС-а
Нови баланс снага унутар ДС-а водио је ка сазивању ванредне скупштине странке. На ванредној скупштини одржаној 5. јануара 1994, Ђинђић је постао председник ДС-а, замењујући свог политичког ментора Мићуновића, који је након тога поднео оставку на место у председништву ДС. Неслану шалу на рачун тада 63-годишњег Мићуновића изнео је 41-годишњи Ђинђић током скупштине странке када је рекао: "Мићуновићево време је прошло... Мићуновић није Тина Тарнер па да боље звучи сада него са тридесет година". У свом говору на скупштини странке када је подносио оставку, Мићуновић је огорчен и разочаран окарактерисао Ђинђићево понашање око преузимања странке као "спој макијавелизма и револуционарне технике". Овом унутрашњем страначком расколу Ђинђићу је такође користило и придобијање дискретне подршке и наклности од стране режимских медија.
Ђинђић је, након што је преузео кормило ДС-а, уложио много енергије да би од онога што је понекад иронично називао "дебатни клуб" направио ефикасну и модерну политичку странку, која функционише по моделу ефикасног предузећа.
Следеће године 15. априла 1995, на редовном заседању скупштине странке, Ђинђић је поново изабран за председника странке. Мада је странка под Ђинђићевим руководством била много боље организованија, ипак је и даље је доживљавала проблеме у формулисању јасног става у вези националног питања. Ђинђићеве сопствене акције можда су добра илустрација тога. Ђинђић је суштински одбио да призна национално питање као стварно питање, при чему у својој књизи "Југославија као недовршена држава" ни у једном делу није посебно поменуо Србе које живе у другим крајевима Југославије, односно ван федералних граница Србије.

### Посета Републици Српској и Радовану Караџићу
У фебруару 1994. у Палама је посетио председника Републике Српске Радована Караџића, у тренутку док су америчке снаге претиле бомбардовањем српских положаја у Босни. На Видовдан 28. јуна 1994. године, Ђинђић је упутио честитку генералу Ратку Младићу у којој му, „у име свих чланова ДС-а и своје лично име честита Дан Војске Републике Српске“ где још наводи да „Војска РС, настала у рату за слободу је пример како једна мала, али народна војска може успешно сачувати државу и заштити народ“. Ђинђић у честитки у којој се Ратку Младићу обраћа „с поштовањем“, још наводи да je „нама (Србима) потребна снажна војска, како би друга страна одустала од намере да настави рат“. Овакав, заокрет око националног питања, ефикасно су користили политички противници ДС-а и Ђинђићеви критичари широм политичког спектра. Како се Рат у Босни приводио крају потписивањем Дејтонског споразума у новембру 1995, Милошевић је уживао стабилну подршку међународне заједнице која га је прогласила за "фактор мира и стабилности на Балкану".
После судског спора са председником Владе Републике Србије Мирком Марјановићем, 20. септембра 1996. године Ђинђић је осуђен на 4 месеца затвора, условно на две године. Врховни суд Србије је 9. јула 1998. године преиначио ову пресуду и изрекао нову у којој је осуђен на 7 месеци затвора, условно на 3 године.

### Коалиција Заједно
У новембру 1996. на локалним изборима ДС је наступала као део опозиционе Коалиције Заједно. Демократска странка која је у то време бројала само 7.000 чланова широм Србије придружила се Коалицији Заједно противно Ђинђићевим личним жељама, који је био надгласан када се расправљало о доношењу одлуке унутар странке. Након победе опозиције у кључним градовима: Београду, Новом Саду и Нишу, Милошевић је одбио да призна изборне резултате и тиме изазвао тромесечне протесте на које је изашло стотине хиљада грађана.
Након низа масовних протеста и демонстрација због оптужби за крађу на локалним изборима 1996, приликом којих је врло често долазило до прекомерне употребе силе од стране полиције, а због поништених избора од стране републичке владе током 1996/97, Милошевићев режим је, делимично под притиском унутрашњег незадовољства, а делимично међународног фактора, попустио.

### Председник скупштине града Београда
Ђинђић је 21. фебруара 1997. године изабран за председника Скупштине града Београда. Тог дана скинута је звезда петокрака са куполе Градске скупштине. Иако је скинута са заставе још у октобру 1991. године, петокрака је успела да "преживи" још шест година на градским и државним институцијама. Ђинђић је звезду петокраку лично донео и поклонио Музеју историје Југославије. Ђинђић се није дуго задржао на функцији градоначелника и убрзо је смењен са места председника Скупштине Београда 30. септембра 1997. гласовима Социјалистичке партије Србије, Српске радикалне странке и Српског покрета обнове дотадашњег коалиционог партнера.
После Ђинђићеве смене је на челу Београда дошао Милан Божић, који је тамо остао до 22. јануара 1999, односно око годину и по.
Крајем јануара је за новог председника скупштине града предложен функционер СПО-а Војислав Михаиловић. Пре самог гласања су и Радикали и Демократе критиковали избор њега за новог председника скупштине града. Горан Весић је тада у име Демократске стране рекао да Михаиловић одговара Српском покрету обнове, јер се не меша превише у свој посао. Додао је и да је требало одабрати неког ко није из гарнитуре која је до тада управљала градом. Током гласања су одборници Радикалне и Демократске странке напустили скупштину.

### Бојкот избора у 1997.
Касније, исте године Ђинђић је донео чврсту одлуку да ДС бојкотује председничке и парламентарне изборе тиме разбијајући Коалицију Заједно. Уједињени око заједничког политичког непријатеља Коалиција Заједно, са Српским покретом обнове Вука Драшковића и Грађанским савезом Србије Весне Пешић, распала се само четири месеца након своје победе.
Ђинђић и његова странка бојкотовали су председничке и парламентарне изборе 1997. године, као и остали из "демократског блока" укључујући и Војислава Коштуницу и његову Демократску странку Србије. Ово је довело до тога да социјалисти и радикали заузму већину места остављајући трећи највећи део Драшковићевом СПО-у. Како, међутим, према објављеним званичним резултатима, у том другом кругу на изборе није изашло по тадашњем изборном закону неопходних 50% уписаних бирача, ови избори су проглашени неуспелим и изборни поступак је поновљен касније исте године
У овом случају, Војислав Шешељ је победио у другом кругу социјалисту Зорана Лилића, а када су избори поновљени, Шешељ је изгубио од социјалисте Милана Милутиновића. Ово је проузроковало да Шешељ прогласи изборну крађу и поведе протесте против владе. Предомислио се када је избила косовска криза ране 1998. године, и када је добио понуду Слободана Милошевића да са својим радикалима се прикључи влади као коалициони партнер. Када се и његов кум, Вук Драшковић прикључио влади, Ђинђић је остао главни опозициони лидер Милошевићевом режиму у периоду када је НАТО започео рат против СР Југославије.

### НАТО бомбардовање
Након убиства антивладиног издавача и новинара Славка Ћурувије на Ускрс током НАТО бомбардовања СР Југославије, и озбиљних претњи да се и њему деси исто, Зоран Ђинђић се, ради сопствене сигурности, привремено склонио у Црну Гору да би касније отишао у иностранство, јер је, по сазнањима, био следећи на списку атентата Милошевићеве Службе државне безбедности. У септембру 1999. године, Ђинђић је проглашен за једног од најважнијих политичара на почетку 21. века у избору часописа Тајм. Након повратка у земљу у јулу 1999. године, Ђинђић је био оптужен за угрожавање државне безбедности. Суђење по овој оптужби је било затворено за јавност, а потом је и установљено да је било монтирано.

### Избори 2000. и долазак на власт
Зоран Ђинђић је играо истакнуту улогу у изборима за председника СР Југославије септембра 2000. и уличним демонстрацијама 5. октобра које су довеле до пада Слободана Милошевића са власти. Војислав Коштуница је био председнички кандидат, а Ђинђић је предводио широку коалицију Демократске опозиције Србије (ДОС), коју је чинило 18 странака до победе на парламентарним изборима у Србији децембра 2000. Демократска странка постала је највећа странка у оквиру ДОС-а који је освојио 64,09% гласова на парламентарним изборима у децембру тиме добијајући 176 од 250 посланичких места у Народној скупштини. Ђинђић је постао премијер Србије 25. јануара 2001. године и уједно први пост-Милошевићевски председник владе. Значајну улогу током петооктобарских демонстрација одиграла је Јединица за специјалне операције (ЈСО) утолико што, након договора између Ђинђића и Милорада Улемека Легије — команданта ЈСО-а, а упркос наређењу, није отворила ватру на демонстранте. Након бројних инцидената у априлу 2001. године, Милорад Улемек је под притиском власти на свој захтев смењен са места команданта ЈСО.

#### Изручење Слободана Милошевића Хагу
Дана 1. априла 2001. године, бивши председник Слободан Милошевић је ухапшен. Иако званична оптужница није састављена, Милошевић се сумњичио за злоупотребу службеног положаја и корупцију. Након Милошевићевог хапшења, Сједињене Америчке Државе затражиле су од Владе Југославије његово изручење, условљавајући је да уколико га не изручи Хашком трибуналу да ће изгубити финансијску помоћ ММФ-а и Светске банке. Председник Војислав Коштуница противио се изручивању Милошевића наводећи да би тај чин прекршио Устав Југославије. Председник владе Зоран Ђинђић сазвао је ванредни састанак владе поводом одлуке о изручивању. Милошевићеви браниоци жалили су се на процес изручивања Уставном суду Југославије. Суд је захтевао две недеље разматрања жалбе. Игноришући захтеве председника и уставног суда, Ђинђић је наредио изручивање Милошевића Хашком трибуналу. На Видовдан 28. јуна 2001. године, Милошевић је пребачен хеликоптером из Београда у америчку ваздушну базу у Тузли одакле је пребачен у Хаг.
Ђинђић је одиграо кључну улогу у изручењу Слободана Милошевића Хашком трибуналу. Изручивање Милошевића Хашком трибуналу изазвало је политичке немире и уличне протесте опозиције у СР Југославији. Коштуница је изручивање прогласио незаконитим и неуставним. Ђинђић је објаснио да би несарадња владе имала конкретних негативних последицаи и да изручење Милошевића Хашком трибуналу није била екстрадиција јер је то институција Уједињених нација и да самим тим није страна држава. Након изручивања Милошевића, СР Југославија је наставила да прима финансијску помоћ ЕУ, ММФ-а и Светске банке. Касније, Ђинђић је рекао да је разочаран одуговлачењем суђења Милошевићу и оценио то као "скупи циркус", и да "Хашки трибунал дозвољава Милошевићу да користи своју демагогију и води суђење".

#### Побуна ЈСО
Августа 2001. убијен је бивши официр Службе државне безбедности Момир Гавриловић, неколико сати након састанка са Коштуницом у његовом кабинету. Коштуница је тврдио да је Гавриловић убијен јер је поседовао доказе о повезаности појединих чланова Ђинђићеве владе са организованим криминалом. Ово је проузроковало да Коштуница и његова Демократска странка Србије са својих 45 народних посланика напусте Ђинђићеву владу и владајућу коалицију око ДОС-а. Ђинђић је намеравао да избаци посланике ДСС-а из парламента одузимањем посланичких мандата. У међувремену, Коштуница и његова странка, заједно са СРС и СПС су отворено оптужили Ђинђића за организовани криминал. Двојица министара из Коштуничине странке (Александар Правдић и Обрен Јоксимовић) поднели су оставке и напустили Ђинђићеву владу.
Убрзо након тих напада, у новембру 2001. је дошло до побуне ЈСО против Ђинђићеве владе, током које су припадници ЈСО, предвођени Милорадом Улемеком, блокирали ауто-пут код Врбаса и Сава центра. У тренутку избијања побуне, Ђинђић и тадашњи министар полиције Душан Михајловић су били на службеном путу, а Горан Петровић, тадашњи начелник Ресора државне безбедности на годишњем одмору. Када се Ђинђић сутрадан ујутру вратио са службеног пута, поподне је председавао састанку одржаном у МУП-у Србије. На овом састанку, Ђинђић је од Лукића затражио директан одговор на питање да ли би полиција могла да спречи ЈСО у њеном евентуалном покушају запоседања седишта републичке Владе и добио је негативан одговор. Наводни повод за побуну ЈСО било је хапшење хашких оптуженика браће Предрага и Ненада Бановића, оптужених пред Хашким трибуналом. Међутим, прави повод је вероватно била чињеница да су браћа Бановић ратовала у БиХ заједно с паравојном јединицом Вукови (претечом ЈСО-а), што је вероватно изазвало страх да би и неки припадници ЈСО могли бити ухапшени. Други могући повод било је то што је Улемек, који је желео да задржи утицај над ЈСО-ом, желео и да избегне евентуално хапшење приликом сведочења на суђењу за атентат на Ибарској магистрали, које је било заказано за 12. новембар. Коштуница је подржао побуну рекавши да се ради о људима који нису угрозили безбедност земље, а сличност своје изјаве с Улемековом касније оценио као неважну. Социјалистичка партија Србије и Српска радикална странка су такође подржали побуну. Иако је побуна била противзаконита и противуставна, реакције политичке елите на њу су биле подељене. Побуна је окончана 17. новембра 2001. око 7 часова ујутру када су с улаза у базу ЈСО-а склоњени оклопљени транспортери и наоружани стражари који су се ту налазили целим током побуне.
Дана 24. јуна 2002. године, Коштуница је неочекивано сменио са места начелника генералштаба генерала Небојшу Павковића, иако је раније одбијао да га смени. Ђинђић је дуго тражио Павковићеву смену, а Павковић је оптужио Коштуницу да је подлегао „недемократским притисцима” и да је смењен јер је одбијао да Војска Југославије учествује у „прљавој кампањи” председништва Југославије против Ђинђића, међу којима је било наводно прислушкивање Ђинђићеве владе.

#### Последњи дани
Почетком 2003. године, Ђинђић је покренуо широку дипломатску кампању за решење статуса Косова и Метохије.
Поводом тога је писао председнику САД Џорџу Бушу, председнику Русије Владимиру Путину,, а нешто више од месец дана пре смрти је 7. фебруара 2003. писао и Савету безбедности.
На рекреативној утакмици малог фудбала на Копаонику између припадника Владе Србије и Жандармерије је око 18. фебруара повредио Ахилову тетиву. Повреда је настала без контакта са противничким играчем, а по опису једног очевица Ђинђић је уз болну гримасу напустио терен. Иако је пракса да се високи државни званичници Србије лече на ВМА, он је ипак одлучио да се лечи на Бањици. Лекарски конзилијум предвођен доктором Зораном Благојевићем, директором Бањице, је након детаљних прегледа одлучио да оперише тетиву, коју је извршио специјалиста за спортске повреде др Зоран Ганић. Званична служба Владе Србије је објавила да ће Ђинђић носити гипс на левој нози наредних 6 до 8 недеља. Сама фудбалска утакмица је завршена 3:3, а један гол за екипу Владе Србије је постигао министар за приватизацију Александар Влаховић.
Дванаестог марта 2003, дана када се испоставило да је извршен успешан атентат на њега, требао је да се сретне са Аном Линд, министарком спољних послова Шведске, и њеним колегом Јаном Карлсоном. Скоро тачно пола године касније, и Ана Линд је била жртва успешног атентата.

## Атентат
На степеништу зграде седишта Владе Србије у Београду 12. марта 2003. године око 12:30 председник Владе Зоран Ђинђић погођен је метком који је прошао кроз његово срце и брзо је одведен у болницу, али његова смрт проглашена је један час касније, "у 13:30 на операционом столу Ургентног центра". Од другог испаљеног метка тешко је рањен у стомак припадник обезбеђења премијера Милан Веруовић, који сведочи о убиству председника владе у својој књизи Трећи метак, а према том сведочењу после два метка можда је испаљен и трећи метак. Према званичном Владином саопштењу, Ђинђић није био при свести након доласка у болницу.
Оба метка је, снајпером, са 130 m удаљености, испалио полицијски официр Звездан Јовановић, припадник Црвених беретки, са прозора зграде Завода за фотограметрију. Јовановић је касније правоснажно осуђен на 40 година затвора због убиства Зорана Ђинђића.
Убиству председника Владе Србије је претходило неколико ранијих неуспелих покушаја атентата. Најпознатији неуспели атентат изведен је ујутро 21. фебруара 2003. године, када је познати криминалац и члан Земунског клана, возећи камионет ауто-путем, код Београдске арене, покушао да заустави аутомобил у којем је био председник владе Зоран Ђинђић. Истовремено, поред ауто-пута чекало неколико атентатора, који су били наоружани ручним ракетним бацачима и аутоматским пушкама. Ипак, Ђинђић је, захваљујући деловању обезбеђења, избегао озбиљне повреде и преживео покушај убиства.
Ако неко мисли да ће зауставити спровођење закона тиме што ће мене уклонити, онда се грдно вара, јер ја нисам систем. Систем ће функционисати и даље и нико неће добити амнестију за злочине тако што ће уклонити једног или два функционера државе.— О неуспелом атентату на њега, Политика, 21. фебруар 2003. и Глас јавности 24. фебруар 2003. године.
По пресуди суда, Милорад Улемек Легија је наредио Звездану Јовановићу да убије Зорана Ђинђића. Улемек је осуђен на 40 година затвора за кривична дела која укључују убиство и покушај убиства.

## Постхумно

### Ванредно стање
Наташа Мићић, тадашњи вршилац дужности Председника Србије, прогласила је ванредно стање одмах након убиства, а Зоран Живковић је изабран од стране Демократске странке за Ђинђићевог наследника. Међутим, након нових парламентарних избора 28. децембар 2003, Борис Тадић је постао председник Демократске странке, а Војислав Коштуница је постао нови премијер Србије.
Његову свечану поворку и сахрану 15. марта 2003. године пратио је велики број грађана и страних делегација.
Учесници атентата на Ђинђића су редом хапшени или су се сами предавали, закључно са главним организатором реализације убиства Милорадом Улемеком Легијом, који се после неколико година бекства предао надлежним органима. Већина њих су приведени одмах након атентата, у марту и априлу 2003. године у полицијској акцији "Сабља".

### Нови председник Владе Србије и Демократске странке
Владу је после његове смрти преузео Зоран Живковић, који је био и његов заменик председника Демократске странке, а он је преузео и вођство странке до нових унутарстраначких избора. Иако је Живковић био фаворит за новог председника ДС-а, на њима је, за јавност помало неочекивано, победио један од тадашњих потпредседника странке Борис Тадић.

### Први споменик Зорану Ђинђићу
Први споменик Зорану Ђинђићу подигнут је у Прокупљу, на платоу испред спортске хале која носи његово име. Споменик је откривен на свечаности одржаној 1. августа 2007. године, на 55-годишњицу његовог рођења. Подигнут је у Прокупљу јер породица Ђинђић потиче из Топличког краја. Споменик је поклон вајара Здравка Јоксимовића мајци убијеног премијера, Мили Ђинђић, која је споменик и открила.
Постхумно је 2004. одликован Орденом Немање I степена од стране предсједника СЦГ Светозара Маровића, а предсједник Црне Горе Филип Вујановић, постхумно га је 2015. одликовао орденом Црногорске велике звијезде.

### Исказ лекара који га је оперисао после атентата
Скоро 19 година касније је доктор који га је оперисао одмах после атентата, Миљко Ристић, дао изјаву за медије поводом те операције. Он је са асистентом Душаном Велимировићем успео да му ушије срце, али је преко јетре, која је била разнесена у комаде, губио пуно крви. Ристић је том приликом рекао да би можда и спасили Ђинђића да су имали другу јетру коју би му пресадили.

## Пресек политике

### Унутрашња политика
Имао је непрекидне несугласице са бившим коалиционим партнером, тадашњим Председником СР Југославије Војиславом Коштуницом, који је био његов највећи политички супарник. Ђинђићеви ранији блиски односи са Председником Црне Горе Милом Ђукановићем су се охладили због Ђукановићевих сепаратистичких тежњи за независном државом Црном Гором.

### Спољна политика
Ђинђићева влада је била добро прихваћена од стране западних држава. Његови састанци са тада водећим личностима западних земаља Џорџом Бушом, Тонијем Блером, Жаком Шираком и другима, снажно су указивали да Запад подржава његову политику.

### Економија
Ђинђић је такође покренуо економске реформе док је био на месту премијера Србије. Такве реформе укључивале су либерализацију цена и смањење новчане масе с циљем постизања макроекономске стабилности. Такође се догодила мала приватизација у погледу банкарске активе и финансијског сектора. На крају, Влада Србије елиминисала је многе трговинске баријере с циљем коначне интеграције у Европску унију. Ране економске реформе за време владе Ђинђић-Коштуница, одржане су и након атентата на Ђинђића омогућавајући тако економији да се знатно повећа пре светске економске кризе 2008. године. Међутим, незапосленост је и даље остала веома висока, а темпо и квантитет реформи нису успели да поврате Србију на исти животни стандард какав је био пре 1990. године.
Средином 2001. године, Влада Зорана Ђинђића је потписала уговор са Мајкрософтом поводом саветодавних услуга и стручних разматрања на име владине електронске иницијативе.

## Наслеђе и слика у јавности
У савременој Србији је поглед на његово наслеђе углавном позитиван, али има и изузетака.
Бивши председник Србије Борис Тадић, који је поред Гордане Чомић и Чедомира Јовановића био један од 3 потпредседника Демократске странке у тренутку када је Ђинђић био њен председник, изјавио је око 6. октобра 2020. за Нову С да би Ђинђић несумњиво изгубио парламентарне изборе да није убијен.
После смрти је наилазио на поједине критике око избора сарадника, при чему се ту највише спомињу Владимир Беба Поповић, Горан Весић и Чедомир Јовановић.
У Србији има две улице назване по њему:
- Булевар Зорана Ђинђића у Београду, раније Булевар АВНОЈ-а.
- Булевар Зорана Ђинђића у Нишу, пре 15. марта 2004. булевар браће Тасковић.[76]

## Приватно
Ђинђић је био ожењен Ружицом Ђинђић и имао је двоје деце, кћерку Јовану и сина Луку, који су у време атентата били малолетни.
Има и две године старију рођену сестру Гордану Ђинђић-Филиповић. Она је завршила медицински факултет и специјализовала је медицину рада. После удаје је радила у Крушику у Ваљеву. Имала је и приватну медицинску праксу 1990-их, али је због здравствених проблема убрзо након тога отишла у пензију. Има три ћерке.
Имао је нешто млађег рођака који се такође звао Зоран Ђинђић. Имали су истог прадеду пошто су им очеви били браћа од стрица. Као млади су се повремено виђали 1970-их на породичном имању у селу Прекопуце, а касније су обојица живели на десетак километара један од другог у Београду. Он се после атентата на свог рођака учланио у Демократску странку, а око 24. априла 2004. је једногласно био изабран за председника месног одбора странке на Карабурми. Не зна се шта ради сада.
Навијао је за Црвену звезду.

## Занимљивости
- Учествовао је у специјалном издању квиза Желите ли да постанете милионер.[78][79] Освојио је 750.000 динара пошто је одустао на 14. питању у коме се тражио глумац чији је деда био рођени Немац. Након одустајања је рекао да мисли да је то Стево Жигон, али је тачан одговор био Зоран Радмиловић.[80] Искористио је све 3 помоћи, а на 12. питању за 375.000 динара је позвао ћерку.[81]
- Имао је нешто млађег рођака који се такође звао Зоран Ђинђић. Имали су истог прадеду пошто су им очеви били браћа од стрица. Као млади су се повремено виђали 1970-их на породичном имању у селу Прекопуце, а касније су обојица живели на десетак километара један од другог у Београду. По његовим речима није хтео да се намеће познатијем рођаку, па нису имали контакта у том периоду. Глас јавности је 2004. године објавио кратак интервју са њим. Рекао је да је због имена повремено долазио у комичне ситуације када би му тражили личне исправе. Стицајем околности се број телефона на његовом радном месту у Луки "Београд" разликовао само на једном месту од броја дирекције ЈУЛ-a, па су саговорници приликом представљања током јављања на телефон мислили да их он зеза, и онда би му се у шали представљали као неки други политичари попут Вука Драшковића. После атентата на Зорана Ђинђића се учланио у Демократску странку, а око 24. априла 2004. је једногласно био изабран за председника месног одбора странке на Карабурми.[13]
- На дан атентата је требао да се сретне са министарком спољних послова Шведске Аном Линд.[82]
- По интервјуу за Newsweek који је 2013. године дала Биљана Плавшић, друга председница Републике Српске која је и сама била у то време у Хагу, Слободану Милошевићу је било жао када је чуо да је на Ђинђића извршен атентат. Наводно је и негодовао на прославу Војислава Шешеља због Ђинђићеве смрти.[83]
- Др Миљко Ристић је са асистентом Душаном Велимировићем вршио операцију над њим непосредно после атентата. Успели су да му ушију срце, али је преко јетре, која је била разнесена у комаде, губио пуно крви. Ристић је 2022. рекао да би можда и спасили Ђинђића да су имали другу јетру коју би му пресадили.[71]

## Фото галерија
- Сусрет са Билом Гејтсом
- Сусрет са шведским министром спољних послова Аном Линд
- Табла на згради где је становао Зоран Ђинђић
- Плато Зорана Ђинђића, Трг Републике, Београд
- Зоран Ђинђић на паноу 2013. године